# 圖克斯伯里 (麻薩諸塞州)
圖克斯伯里（英語：Tewksbury）是一個位於美國麻薩諸塞州米德爾塞克斯縣的鎮。

## 人口
根據2020年美國人口普查的數據，圖克斯伯里的面積為54.50平方千米，當中陸地面積為53.70平方千米，而水域面積為0.80平方千米。當地共有人口31342人，而人口密度為每平方千米575人。